# Escape the Fate
 Der er for få eller ingen kildehenvisninger i denne artikel, hvilket er et problem. Du kan hjælpe ved at angive troværdige kilder til de påstande, som fremføres i artiklen.

Escape the Fate er et post-hardcore band fra Las Vegas, Nevada i USA. De har udgivet en del EP'er og 3 albums. Det første Dying Is Your Latest Fashion efterfulgt af 'This War Is Our' og 'Escape the Fate Self Titled Album', som er med den nye forsanger Craig Edward Mabbitt.
Inden Escape the Fate blev et band, var alle medlemmerne i forskellige bands. Monte Bryan Money' (Lead Guitarist/Vokal) Omar Espinosa (Rytme Guitarist/Vokal) Robert Ortiz (Trommeslager) Maxwell Green (Bass/Vokal) Carson Allen (Keyboard) & Ronnie Joseph Radkee (Vokal).
Monte Bryan Money er den person, som startede bandet! Et klip på youtube viser det. Bryan søgte et nyt band, hvor han ville finde de bedste musiker, der var i Las Vegas. Ronnie og Max havde været venner siden de var 15 år, så de kendte hinanden i forvejen da Bryan fandt Ronnie.
De begyndte at øve hjemme i Robert's garage (eller hans forældres) og senere meldte de sig til en lokal radio konkurrence, hvor de vandt for at have lavet den bedste sang. Ingen ved hvilken sang det var, men deres aller første sang hedder 'The Structure Falls', så der er en ide om at det muligvis er den! 
Dommerne i konkurrencen var det kendte band My Chemical Romance og prisen var at åbne et show for dem. Ronnie kunne især godt lide My Chemical Romance, så han kunne slet ikke forstå det. Og efter at have vundet konkurrencen og blive set på scenen med My Chemical Romance, førte til en plade kontrakt med plade selskabet 'Epitaph Records'. 
Den 23 Maj 2006, udgav de så deres første EP 'Theres No Sympathy For The Dead'. Den indeholdte 5 sange, The Guillotine, Theres No Sympathy For The Dead, Dragging Dead Boodies In Blue Bags Up Really Long Hills, The Ransom & As Your Falling down, hvor The Guillotine og Theres No Sympathy For The Dead også er på deres fuld ud album 'Dying Is Your Latest Fashion'. EP'en var produceret af Michael Baskette og de fik masser af fans. Efter EP'en var udgivet forlod Carson Allen dem, for at være med i bandet On The Last Day.
Så 26 September 2006 udgav de deres første fuld ud album 'Dying Is Your Latest Fashion'. Albummet har to musikvideoer, som er Situations og Not Good Enough For Truth In Cliche.

## Diskografi
- Dying Is Your Latest Fashion (2006)
- This War Is Ours (2008)
- Escape the Fate (2010)
- Ungrateful (2013)
- Hate Me (2015)
- I Am Human (2018)
- Chemical Warfare (2021)